# Siyabonga Ngezana
Siyabonga Ngezana (Sebokeng, 15 luglio 1997) è un calciatore sudafricano, difensore del FCSB.

## Caratteristiche tecniche
Gioca come difensore centrale.

## Carriera

### Club
Ngezana è cresciuto nel settore giovanile del Kaizer Chiefs, dove ha debuttato il 17 ottobre 2017 nell'incontro di Premier Division vinto 2-1 contro il M. Sundowns anche grazie ad una sua rete, la prima in carriera.
Nel 2023 ha lasciato il club sudafricano dopo sei stagioni per unirsi ai rumeni del FCSB. Da subito titolare al centro della difesa assieme a Joyskim Dawa, al termine della stagione ha vinto il campionato ed è stato inserito nella formazione ideale del torneo.

### Nazionale
Ha giocato nelle nazionali giovanili sudafricane Under-20 ed Under-23.
Nel 2018 ha ricevuto la prima convocazione dalla nazionale sudafricana per partecipare alla Coppa COSAFA. Ha debuttato nella competizione il 5 giugno contro la Namibia.

## Statistiche

### Presenze e reti nei club
Statistiche aggiornate al 28 novembre 2024.
| Stagione        | Squadra         | Campionato      | Campionato | Campionato | Coppe nazionali | Coppe nazionali | Coppe nazionali | Coppe continentali | Coppe continentali | Coppe continentali | Altre coppe | Altre coppe | Altre coppe | Totale | Totale |
| Stagione        | Squadra         | Comp            | Pres       | Reti       | Comp            | Pres            | Reti            | Comp               | Pres               | Reti               | Comp        | Pres        | Reti        | Pres   | Reti   |
| --------------- | --------------- | --------------- | ---------- | ---------- | --------------- | --------------- | --------------- | ------------------ | ------------------ | ------------------ | ----------- | ----------- | ----------- | ------ | ------ |
| 2017-2018       | Kaizer Chiefs   | PD              | 15         | 1          | CS+CdL+MTN8     | 0+3+0           | 0               | -                  | -                  | -                  | -           | -           | -           | 18     | 1      |
| 2018-2019       | Kaizer Chiefs   | PD              | 12         | 2          | CS+CdL+MTN8     | 0+2+3           | 0               | -                  | -                  | -                  | -           | -           | -           | 17     | 2      |
| 2019-2020       | Kaizer Chiefs   | PD              | 8          | 1          | CS+CdL+MTN8     | 0               | 0               | -                  | -                  | -                  | -           | -           | -           | 8      | 1      |
| 2020-2021       | Kaizer Chiefs   | PD              | 26         | 0          | CS+CdL+MTN8     | 0+0+1           | 0               | CCL                | 13                 | 0                  | -           | -           | -           | 40     | 0      |
| 2021-2022       | Kaizer Chiefs   | PD              | 15         | 0          | CS+CdL+MTN8     | 1+0+0           | 0               | -                  | -                  | -                  | -           | -           | -           | 15     | 0      |
| 2022-2023       | Kaizer Chiefs   | PD              | 19         | 2          | CS+CdL+MTN8     | 4+0+0           | 0               | -                  | -                  | -                  | -           | -           | -           | 19     | 2      |
| Totale carriera | Totale carriera | Totale carriera | 95         | 6          |                 | 14              | 0               |                    | 13                 | 0                  |             | -           | -           | 122    | 6      |
| 2023-2024       | FCSB            | L1              | 30         | 0          | CR              | 1               | 0               | -                  | -                  | -                  | -           | -           | -           | 31     | 0      |
| 2024-2025       | FCSB            | L1              | 9          | 1          | CR              | 0               | 0               | 2024-2025          | 5                  | 0                  | SR          | 1           | 0           | 15     | 1      |
| 2025-2026       | FCSB            | L1              | -          | -          | CR              | -               | -               | UCL+UEL            | 4+0                | -                  | SR          | 1           | 0           | -      | -      |
| Totale FCSB     | Totale FCSB     | Totale FCSB     | 39         | 1          |                 | 1               | 0               |                    | 5                  | 0                  |             | 1           | 0           | 46     | 1      |
| Totale carriera | Totale carriera | Totale carriera | 134        | 7          |                 | 15              | 0               |                    | 18                 | 0                  |             | 1           | 0           | 165    | 7      |

### Cronologia presenze e reti in nazionale
| Cronologia completa delle presenze e delle reti in nazionale ― Sudafrica | Cronologia completa delle presenze e delle reti in nazionale ― Sudafrica | Cronologia completa delle presenze e delle reti in nazionale ― Sudafrica | Cronologia completa delle presenze e delle reti in nazionale ― Sudafrica | Cronologia completa delle presenze e delle reti in nazionale ― Sudafrica | Cronologia completa delle presenze e delle reti in nazionale ― Sudafrica | Cronologia completa delle presenze e delle reti in nazionale ― Sudafrica | Cronologia completa delle presenze e delle reti in nazionale ― Sudafrica |
| Data                                                                     | Città                                                                    | In casa                                                                  | Risultato                                                                | Ospiti                                                                   | Competizione                                                             | Reti                                                                     | Note                                                                     |
| ------------------------------------------------------------------------ | ------------------------------------------------------------------------ | ------------------------------------------------------------------------ | ------------------------------------------------------------------------ | ------------------------------------------------------------------------ | ------------------------------------------------------------------------ | ------------------------------------------------------------------------ | ------------------------------------------------------------------------ |
| 5-6-2018                                                                 | Polokwane                                                                | Sudafrica                                                                | 3 – 0                                                                    | Namibia                                                                  | Coppa COSAFA 2018                                                        | -                                                                        |                                                                          |
| 8-6-2018                                                                 | Polokwane                                                                | Sudafrica                                                                | 4 – 1                                                                    | Botswana                                                                 | Coppa COSAFA 2018                                                        | -                                                                        |                                                                          |
| 7-6-2024                                                                 | Uyo                                                                      | Nigeria                                                                  | 1 – 1                                                                    | Sudafrica                                                                | Qual. Mondiali 2026                                                      | -                                                                        | 56’                                                                      |
| 11-6-2024                                                                | Bloemfontein                                                             | Sudafrica                                                                | 3 – 1                                                                    | Zimbabwe                                                                 | Qual. Mondiali 2026                                                      | -                                                                        |                                                                          |
| 6-9-2024                                                                 | Johannesburg                                                             | Sudafrica                                                                | 2 – 2                                                                    | Uganda                                                                   | Qual. Coppa d'Africa 2025                                                | -                                                                        | 9’                                                                       |
| 10-9-2024                                                                | Giuba                                                                    | Sudan del Sud                                                            | 2 – 3                                                                    | Sudafrica                                                                | Qual. Coppa d'Africa 2025                                                | -                                                                        | 13’                                                                      |
| 19-11-2024                                                               | Città del Capo                                                           | Sudafrica                                                                | 3 – 0                                                                    | Sudan del Sud                                                            | Qual. Coppa d'Africa 2025                                                | -                                                                        | 74’                                                                      |
| 21-3-2025                                                                | Polokwane                                                                | Sudafrica                                                                | 2 – 0                                                                    | Lesotho                                                                  | Qual. Mondiali 2026                                                      | -                                                                        |                                                                          |
| 25-3-2025                                                                | Abidjan                                                                  | Benin                                                                    | 0 – 2                                                                    | Sudafrica                                                                | Qual. Mondiali 2026                                                      | -                                                                        |                                                                          |
| Totale                                                                   |                                                                          | Presenze                                                                 | 9                                                                        |                                                                          | Reti                                                                     | 0                                                                        |                                                                          |

## Palmarès

### Club

#### Competizioni nazionali
- Campionato rumeno: 2

FCSB: 2023-2024, 2024-2025
- Supercoppa di Romania: 2

FCSB: 2024, 2025

### Individuale
- Liga I: 1

Squadra dell'anno: 2023-2024